# لورينزو غريني
لورينزو غريني (بالإنجليزية: Lorenzo Greene)‏ هو مؤرخ أمريكي، ولد في 1899، وتوفي في 1988.